# NAO (robotique)
Pour les articles homonymes, voir Nao.
NAO est un robot humanoïde français, autonome et programmable, initialement développé par la société Aldebaran, une start-up française située à Paris.
Le 15 août 2007, Nao remplace le chien robot Aibo de Sony en tant que robot utilisé dans la RoboCup Standard Platform League (SPL), une compétition internationale de robots joueurs de football. Nao a été utilisé dans la RoboCup 2008 et 2009, et le NaoV3R a été choisi comme plate-forme pour le SPL à la RoboCup 2010.
Plusieurs versions du robot ont été déployées depuis 2008. Le Nao Academics Edition a été développé pour les universités et les laboratoires à des fins de recherche et d'éducation. Il a été mis à la disposition des institutions en 2008 et du grand public en 2011. Diverses mises à jour de la plate-forme Nao ont été publiées depuis, notamment la Nao Next Gen 2011 et la Nao Evolution 2014,.
Les robots Nao ont été utilisés à des fins de recherche et d'éducation dans de nombreuses institutions académiques du monde entier. En 2015, plus de 5 000 unités Nao sont utilisées dans plus de 50 pays.

## Historique
Le robot NAO, créé en France, a été présenté pour la première fois au public fin 2006. Il remplace à compter du 15 août 2007 le chien robot Aibo de Sony comme plateforme standard de la RoboCup, manifestation annuelle qui se présente comme la Coupe du Monde de Robotique.
Fin 2008, les versions Academics de NAO sont lancées pour permettre aux enseignants et aux chercheurs d'utiliser la plateforme robotique NAO dans les universités, établissements d'enseignement et les laboratoires de recherches.
Mi 2009, une première beta-test a permis à une trentaine de personnes de tester la version V3+.

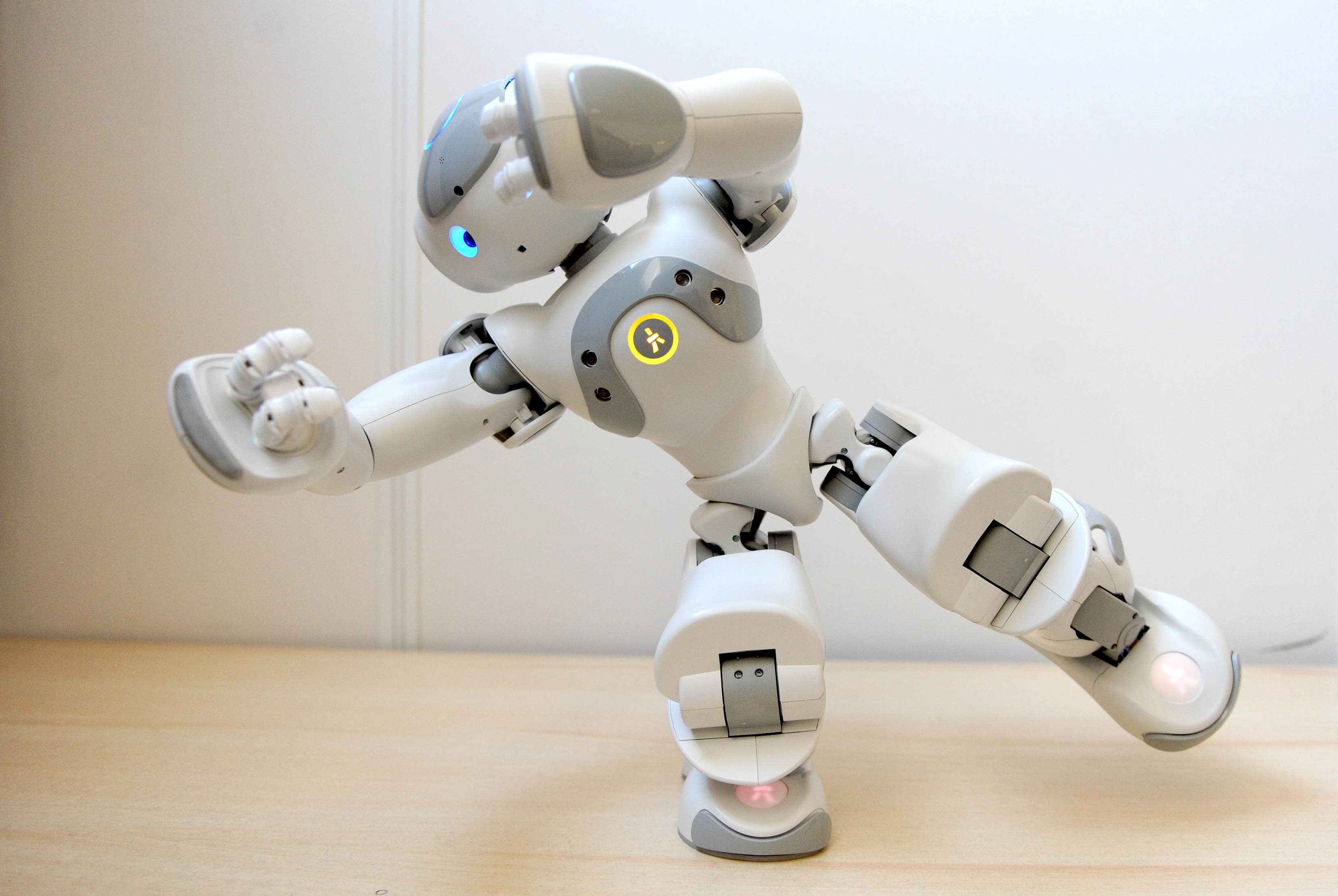
NAO le 22 mars 2011 à l'université Paris Descartes.

Le 21 juin 2010, NAO est en démonstration à l'exposition universelle de Shanghai. En octobre 2010, l'université de Tokyo annonce l'acquisition de trente robots NAO pour ses laboratoires de recherche.
Près de 4 500 plateformes robotiques NAO avaient été vendues à la fin de 2013, principalement à des laboratoires de recherche.
En septembre 2013, il est le premier robot reçu au Palais de l'Élysée par le président de la république, François Hollande. La même année, Blanca Li réalise un spectacle avec NAO, intitulé Robot !, pour le Festival Montpellier Danse et la deuxième édition de la « Fête de la Danse » au Grand Palais (Paris). La même année, une solution appelée « ASK NAO » est lancée. Intégrée, à NAO, elle est principalement utilisée pour accompagner les éducateurs spécialisés, notamment auprès des enfants atteints de troubles autistiques.
Pour la rentrée scolaire 2013, Aldebaran (à présent SoftBank Robotics) initie une compétition de robotique nommée « NAO Challenge » qui se destine aux lycées et IUT en France. Plusieurs épreuves jalonnent ce concours tout au long de l'année et le but est alors de permettre aux jeunes de se familiariser avec la programmation robotique. En 2014, la compétition est étendue à l'Europe.
Fin 2014, NAO est adopté par l'enseigne Darty pour accueillir ses clients de façon innovante et commence à arriver à l'accueil de nombreuses entreprises telles que, Sephora, des hôtels, des banques ou encore des aéroports.
Début 2017, plus de 10 000 NAO sont vendus dans plus de 70 pays.
Le 18 mai 2017, le robot tient une conférence de presse lors du 5e Sommet de l'iPad et du numérique en éducation au Palais des congrès de Montréal. Il présente « un portrait de la recherche qui s'est déroulée depuis un an auprès de jeunes enfants autistes et dans des écoles primaires et secondaires ».

## Versions

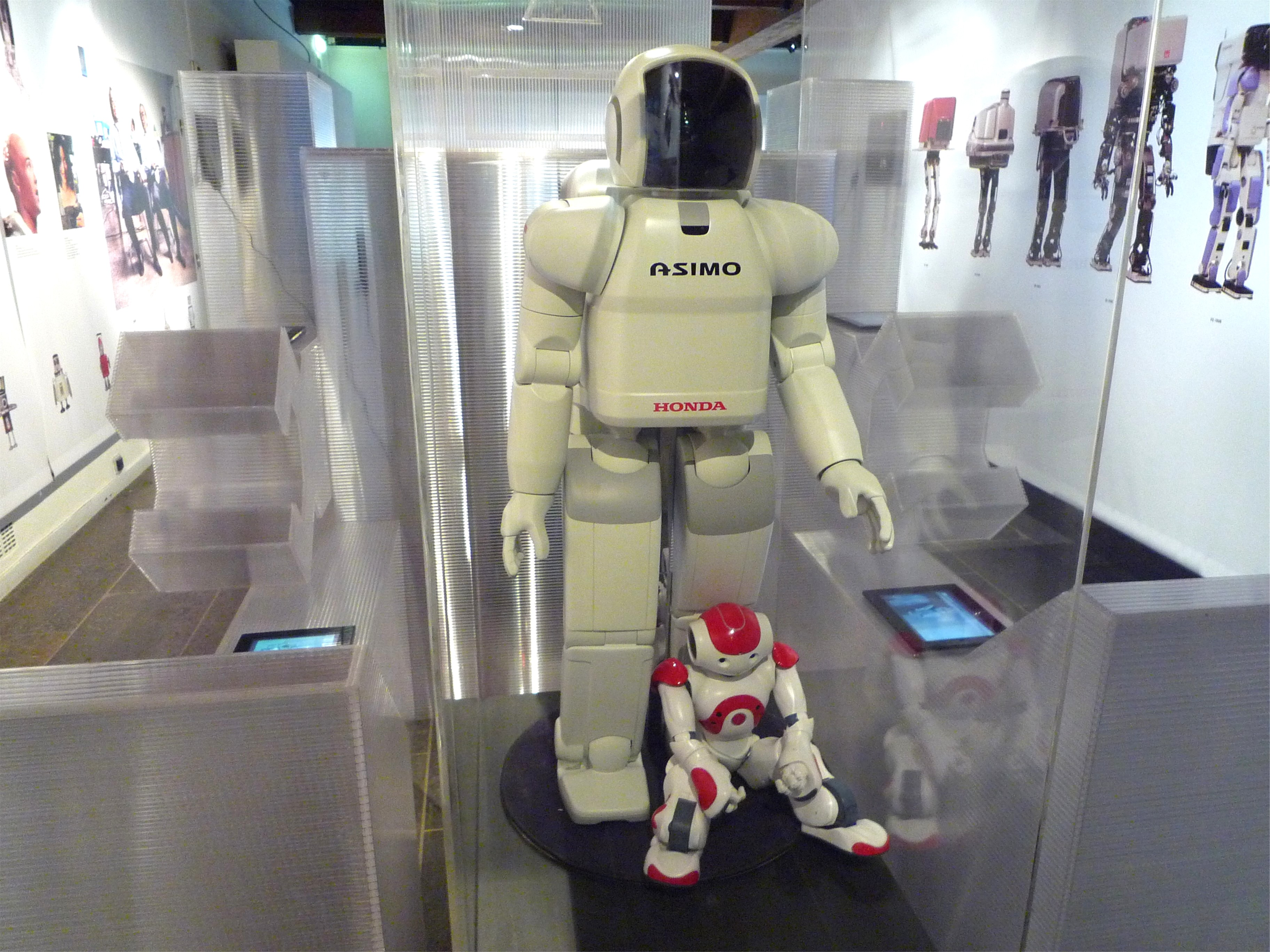
Comparaison entre NAO et le robot japonais ASIMO de Honda, en visite au musée dauphinois de Grenoble en 2011.

Six prototypes de ce robot ont été développés : 
- de janvier 2005 à mars 2006 : AL-01, AL-02 et AL-03
- de septembre 2005 à juillet 2006 : AL-04
- de juin 2006 à juin 2007 : AL-05.a
- de mai 2007 à décembre 2007 : AL-05.b

Fin mars 2008, une première version aboutie a été livrée aux participants de la RoboCup : la « NAO RoboCup Edition » (nommée aussi V2).
Pour l'édition 2009 de la RoboCup, et aussi pour les universités, NAO V3 a été rendu disponible. Cette version corrige des problèmes de fiabilités révélés lors de la RoboCup, et dote NAO de nouvelles mains, désormais fonctionnelles (ces mains sont en fait des pinces à trois doigts). Mi-2009, l'édition Academic en version V3+ est disponible pour les laboratoires de recherche et les universités.

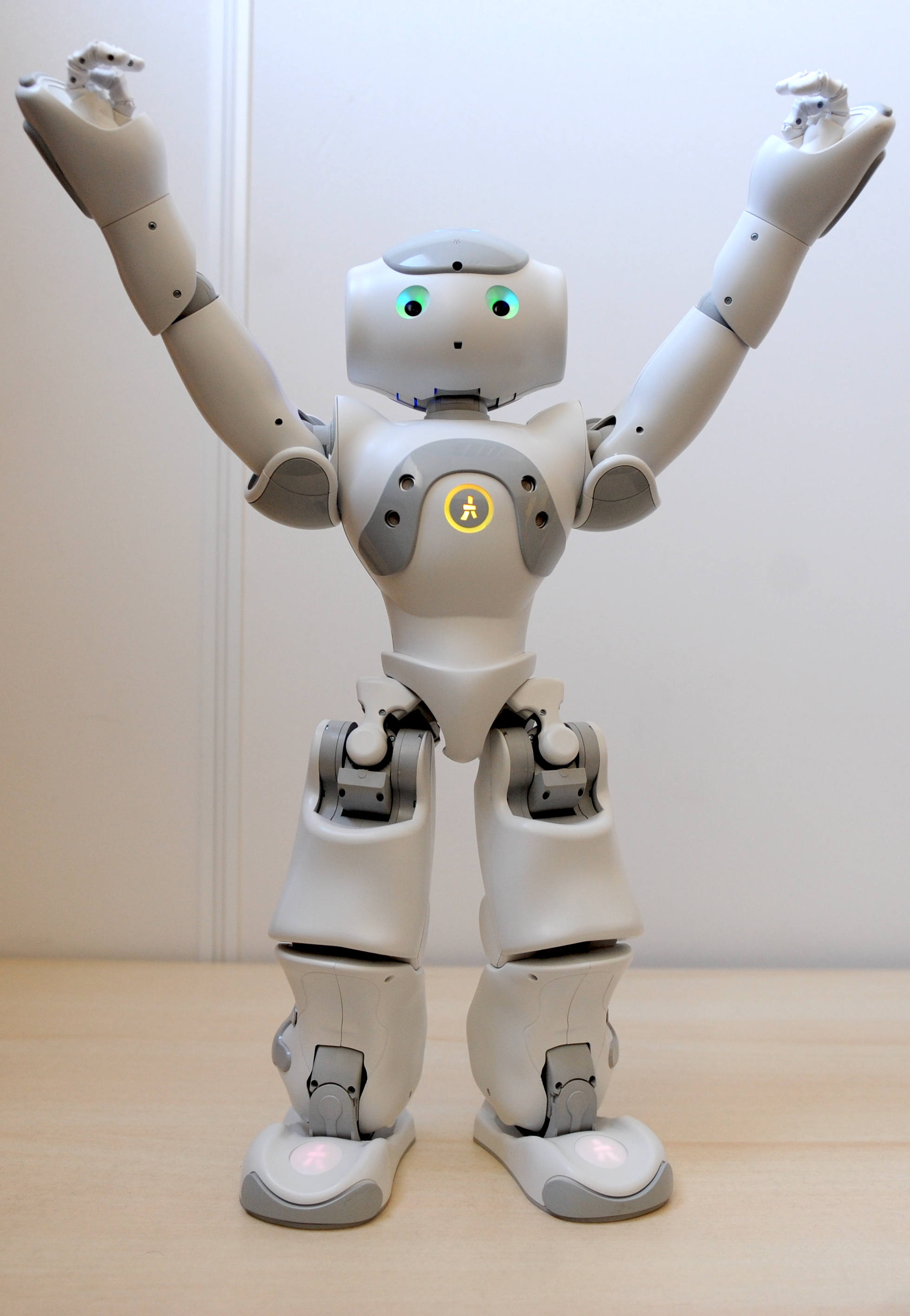
NAO (version 3.2) le 22 mars 2011 à l'université Paris Descartes.

En mars 2010, la version 3.2 fait évoluer le robot NAO. On voit apparaître différents modèles de la plateforme robotique. NAO existe dorénavant en version Torse à 14 degrés de liberté, un humanoïde à 21 degrés de liberté et un autre à 25 degrés de liberté. En octobre 2010, la version V3.3 voit les bras de NAO s'allonger et sa tête mieux gérer le refroidissement.
En décembre 2011, la version NAO NEXT Gen est disponible. Le robot est plus puissant, avec de nouveaux moteurs, un processeur Intel Atom 1,6 GHz, deux caméras HD pour prendre des images/photos en haute définition et des capacités d'interactions améliorées : reconnaissance vocale et gestuelle.
Une nouvelle version de NAO sort en juin 2014, il s'agit de NAO Evolution (ou NAO V5). Les changements principaux concernent l'intégration du système d'exploitation NAOqi 2.0 et l'amélioration de fonctionnalités ayant pour but de faciliter l'interaction homme-robot (meilleures reconnaissances vocales et faciales de son interlocuteur).
En 2018, la sixième génération, baptisée NAO 6, plus robuste, embarque des capteurs améliorés et un SSD qui permet au robot de démarrer plus rapidement.

## Caractéristiques

### Caractéristiques techniques
| Caractéristiques techniques (Nao V5 Evolution - 2014), | Caractéristiques techniques (Nao V5 Evolution - 2014),        |
| ------------------------------------------------------ | ------------------------------------------------------------- |
| Hauteur                                                | 58 cm.                                                        |
| Masse                                                  | 5,3 kg                                                        |
| Autonomie                                              | 90 min                                                        |
| Degrés de liberté                                      | 14 à 25                                                       |
| Processeur                                             | Intel Atom 1,6 GHz (V4 et V5) ou AMD Geode 550 MHz (V3.3 ...) |
| Système d'exploitation intégré                         | NAOqi 2.0 (basé sur Linux)                                    |
| Systèmes d'exploitation compatibles                    | Windows, Mac OS, Linux                                        |
| Langages de programmation                              | C++, Python, Java, MATLAB, Urbi, C, .Net                      |
| Connectivité                                           | Ethernet, Wi-Fi (a, b, g, n ), USB                            |
| Vision                                                 | 2 caméras 920p, 30 fps                                        |
| Audio                                                  | 4 Microphones                                                 |

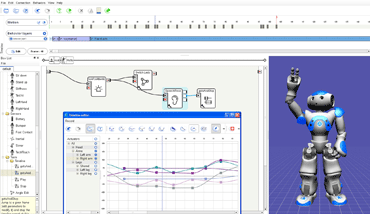
Logiciel de programmation graphique Choregraphe utilisé avec NAO.

La plateforme robotique NAO existe en différents modèles qui comportent de 14 à 25 degrés de liberté. Elle est équipée d'une centrale inertielle avec un accéléromètre 3 axes et 2 gyromètres, de 2 sonars utilisant des capteurs à ultrason (émetteurs et récepteurs), de 8 capteurs de pressions résistifs sous les pieds et de 2 bumpers.
Le robot dispose également d'un système multimédia évolué incluant quatre microphones (pour la reconnaissance vocale et la localisation de la source sonore), deux haut-parleurs (pour la synthèse vocale), et deux caméras HD (1280 × 960 pixels) (pour la localisation ou la reconnaissance de visage ou d'objet). Ces deux caméras couleurs, positionnées verticalement, lui permettent de voir une personne de 1,8 m de la tête au pied à 1,5 m. Malheureusement, pour le moment, ces deux caméras ne sont pas activables en même temps. À l'origine, NAO ne disposait que d'une seule caméra et c'est à la suite des besoins exprimés par la RoboCup qu'une seconde caméra (placée dans la bouche) a été ajoutée.
Il a aussi des capteurs d'interactions tels que des zones tactiles sur le dessus de la tête et sur les mains, deux LED infrarouges ainsi que deux bumpers (capteurs de contact) sur l'avant des pieds.
La plateforme robotique NAO est livrée avec une suite logicielle qui comporte un outil de programmation graphique (Choregraphe), un simulateur physique (NaoSim) et un kit de développement (SDK) qui permet de développer en Python (scripts des modules Chroregraphe) et C++ (modules embarqués). Des ponts en C#, Java et Matlab existent également. NAO est compatible avec Microsoft Robotics Studio, Cyberbotics Webots et Gostai Studio (Urbi).
NAO dispose de 90 minutes d'autonomie.

### Design
Le design de NAO a été réalisé par Erik Arlen et Thomas Knoll, alors étudiants à Créapole dans le département Design Produit, dans le cadre d'une étude de cas entre cette école parisienne et Aldebaran Robotics.

## Usage

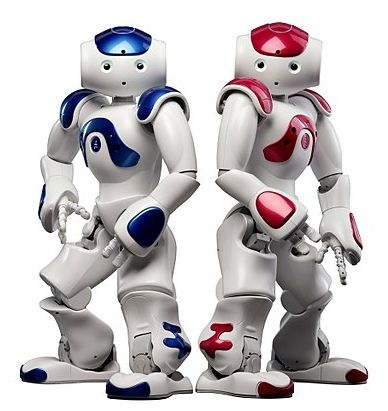
Robots NAO bleu et rouge (2014).

Actuellement, la plateforme robotique NAO est principalement utilisée au sein de laboratoires de recherche et pour l'enseignement. Plus de 400 établissements l'utilisent tant pour explorer ses capacités d'interaction (comme avec des enfants autistes ou des personnes atteintes de la maladie d'Alzheimer...) que comme plateforme pédagogique.
La palette des usages potentiels de NAO est très vaste, à condition de les programmer : on peut l'imaginer comme robot de compagnie, partenaire de jeu, garde-malade, objet communicant, élève-robot, etc. Toutefois, sa faible autonomie (90 min) est une limitation importante.
Dans le domaine des médias, il est notamment utilisé pendant la saison 2014-2015 dans l'émission de talk-show française Salut les Terriens !, diffusée sur Canal+ et présentée par Thierry Ardisson, et pose des questions aux invités, sous le pseudonyme de Jean-Mi,,,.

## Merchandising

### Achat
Le robot NAO V5 Standard Edition (version pour développeurs) coûte à l'achat 9 500 $. Le robot NAO en version Evolution Educator Pack (assistant éducatif) coûte 9 000 $.

### Produits pour les fans de NAO
Du 24 novembre 2014 à fin 2015, Aldebaran Robotics a créé un store (magasin en ligne) où étaient commercialisés des produits à l’effigie de NAO, notamment des figurines NAO, des carnets et des t-shirts.

## Galerie d'images

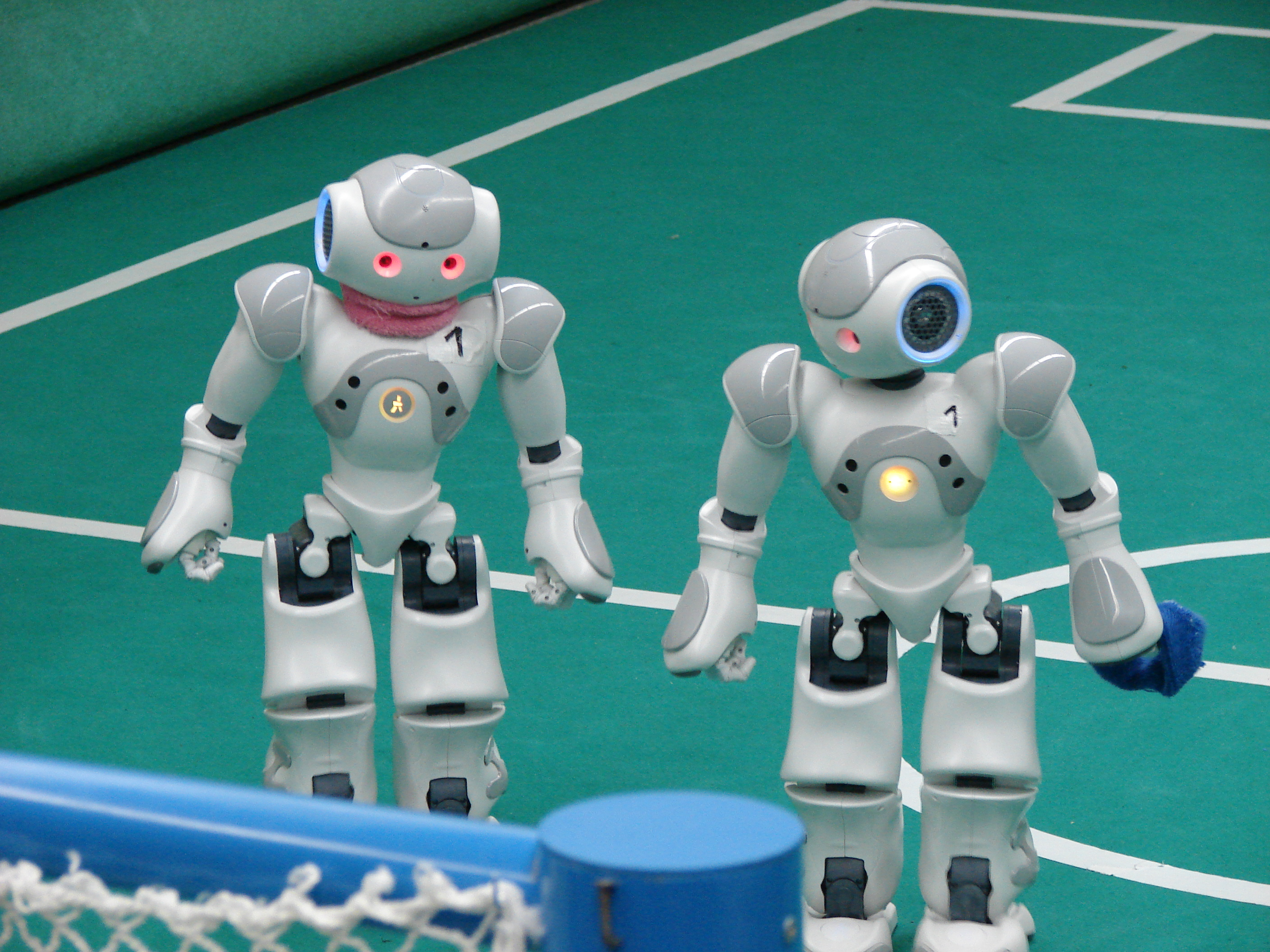
Robots Nao joueurs de football lors de la RoboCup 2010 à Leipzig.
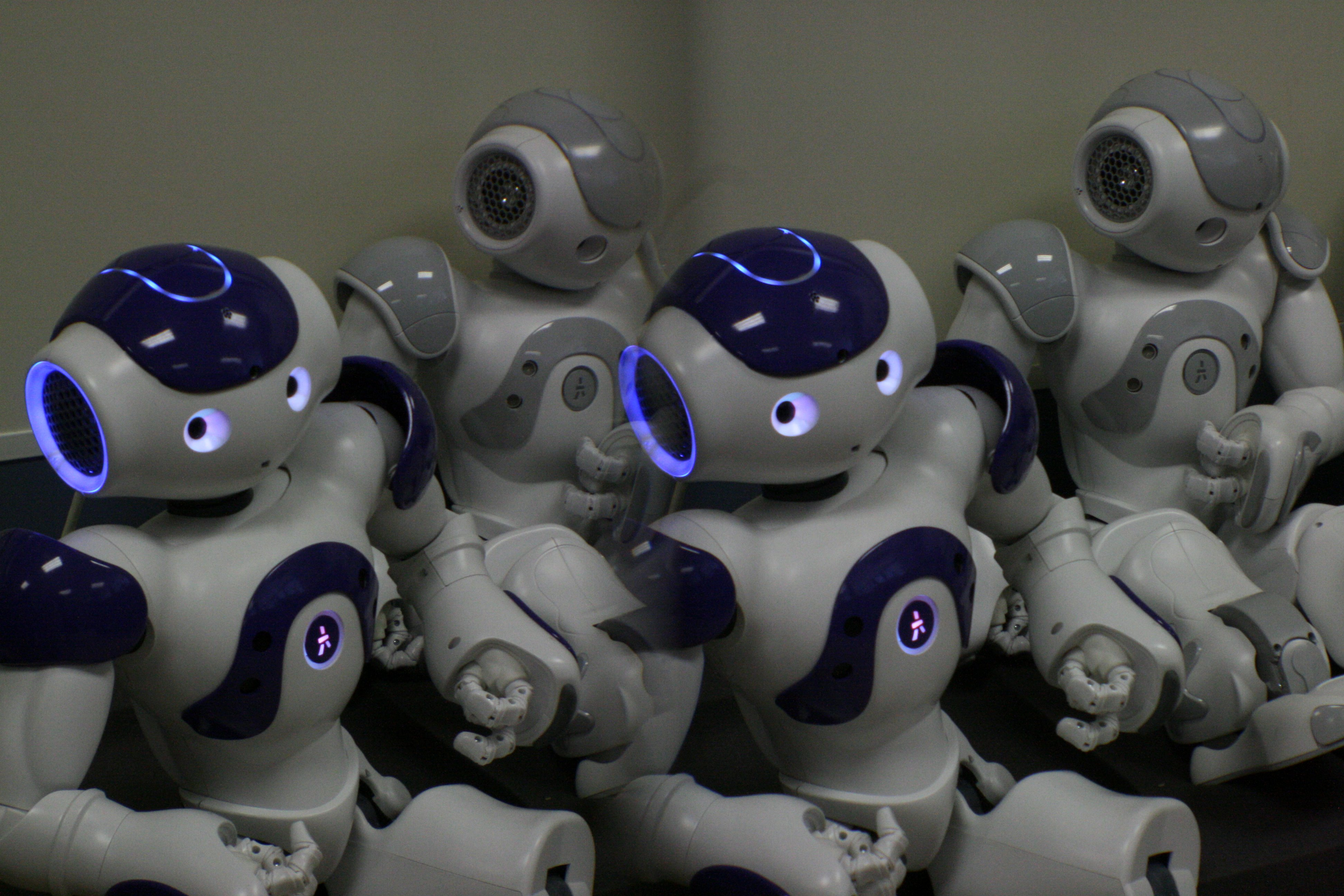
Démonstration de NAO en Espagne en février 2011.
- Présentation vidéo du robot NAO lors de l'évènement Fêtons Linux à Genève en Suisse, en octobre 2011.
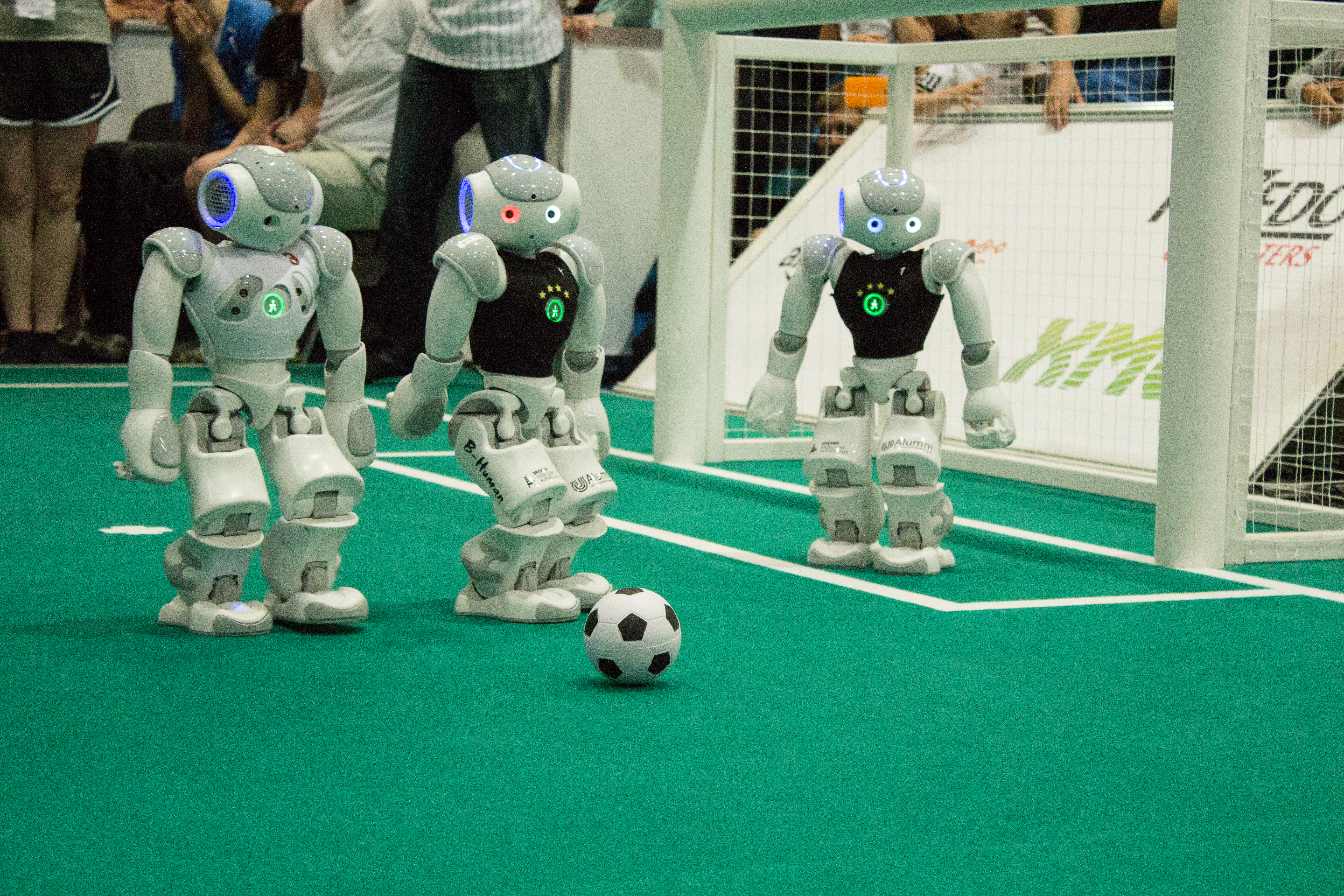
Des robots NAO en plein match de football lors de la RoboCup 2016 à Leipzig.
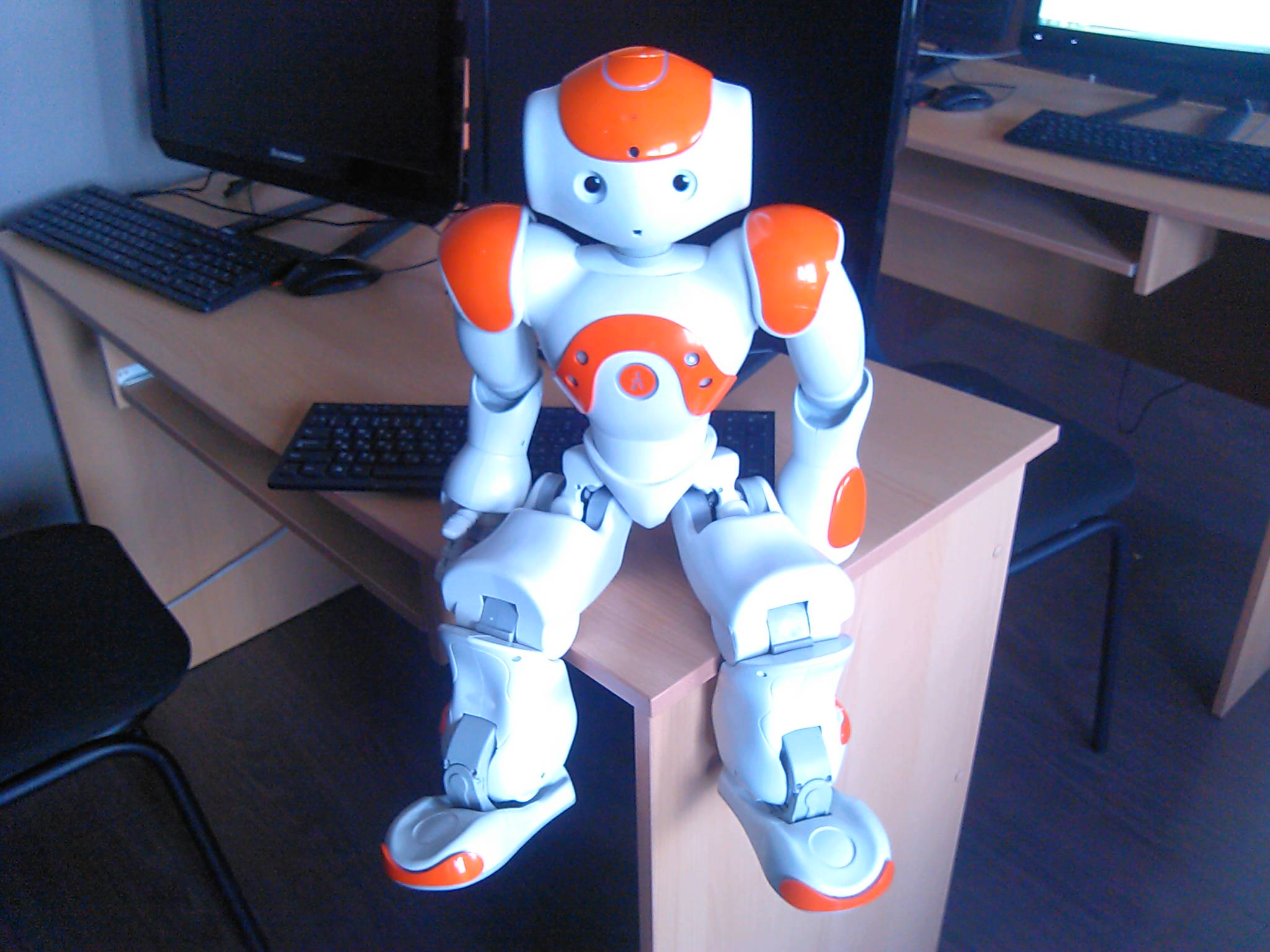
Un robot NAO en 2013.
- Reportage de France 3 Grand Est sur le robot Nao.